# Chinese kèpèng

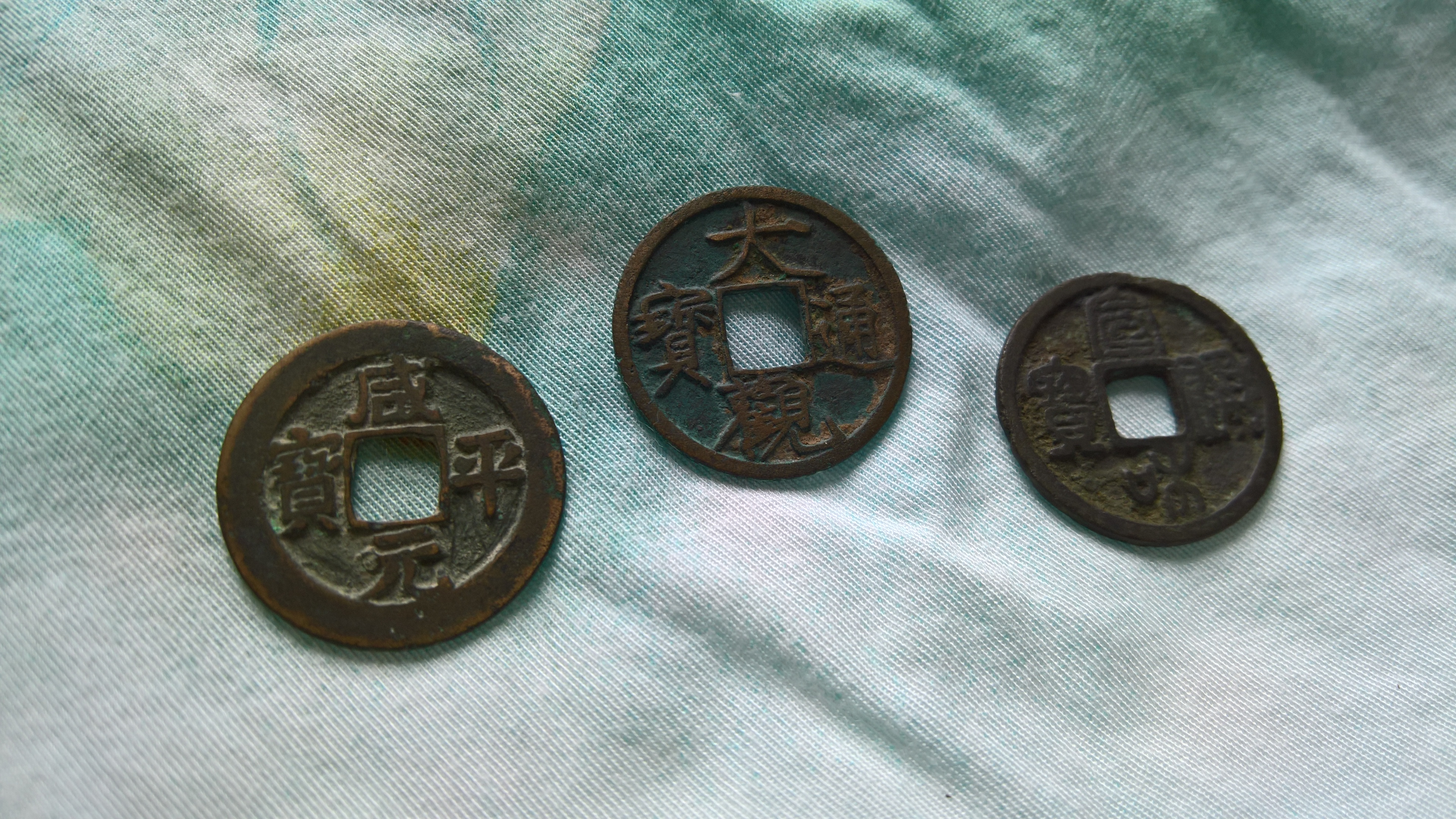
3 verschillende soorten Kèpèngs uit de Noordelijke Song-dynastie.

De Chinese kèpèng (ook wel kepeng, pitjis of picis) was een muntsoort die in China en andere oosterse landen circuleerde vanaf de vierde eeuw v. Chr. tot de twintigste eeuw. Tijdens de Periode van de Strijdende Staten werden kèpèngs voor het eerst geslagen. Ze werden in de Qin-dynastie de standaardmunteenheid van China, en werden tot 1912 voor circulatie geslagen. Over het algemeen waren kèpèngs van brons of koper, maar ijzeren en loden, en een klein aantal zilveren en gouden kèpèngs werden in verschillende periodes van de Chinese geschiedenis geslagen. In de moderne tijd worden kèpèngs als "geluksmunten" gezien en hebben ze nog steeds hun plek in de traditionele Chinese geneeskunde en Feng shui. De Japanse mon, Koreaanse mun, Riukiuaanse mon en de Vietnamese văn zijn allemaal op de Chinese kèpèng gebaseerd en delen hun ontwerp van een ronde munt met een vierkant gat in het midden. Over het algemeen werden de munten gegoten maar ten tijde van de Qing-dynasty onder Keizer Guangxu werden de eerste machinaal geproduceerde kèpèng-munten geslagen.
In Nederlands-Indië en al eerder in Indië onder de VOC werden Chinese kèpèngs gebruikt door de Chinezen en de inheemse bevolking, naast VOC-duiten.

## Geschiedenis

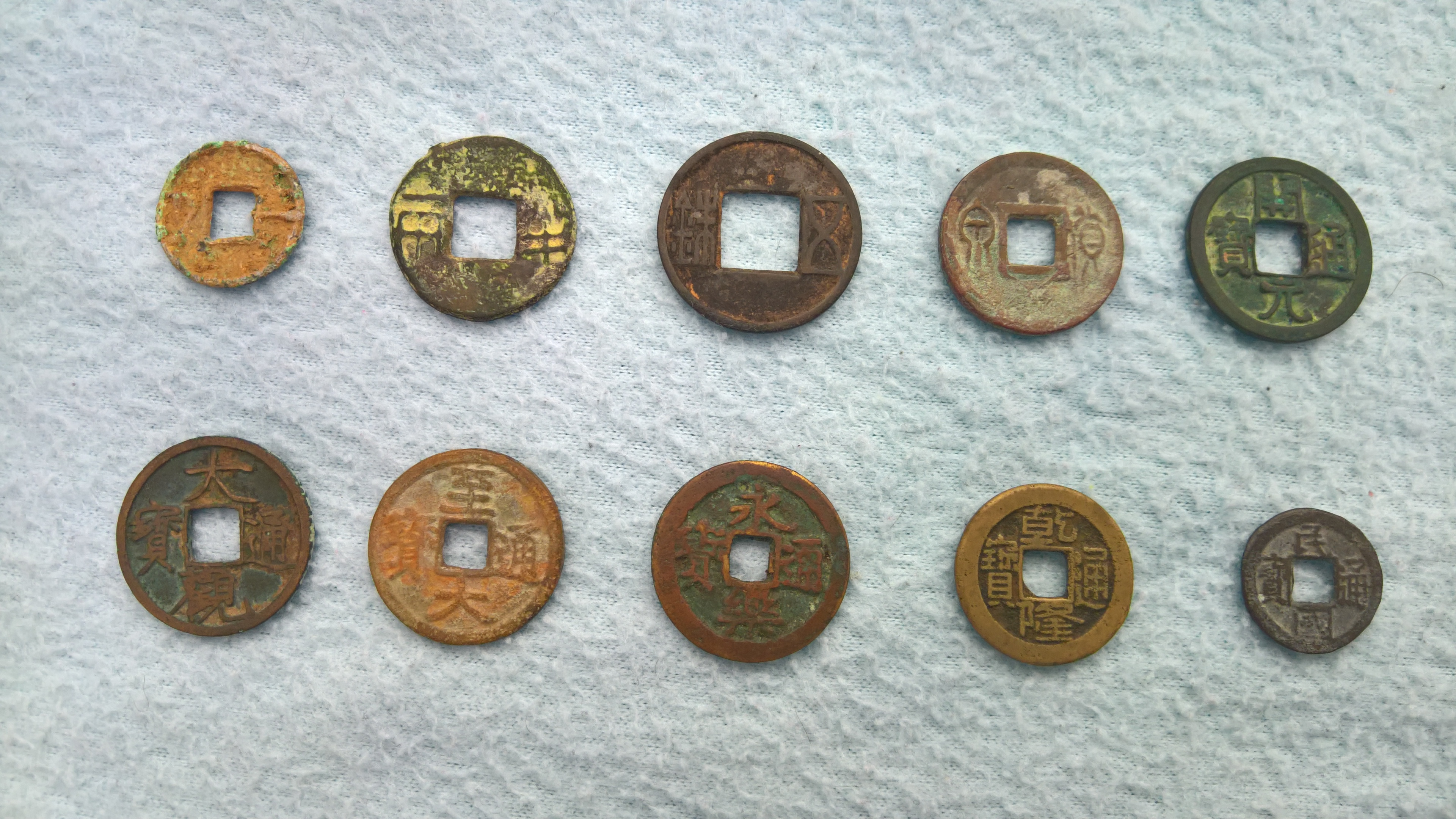
Chinese kèpèng-munten van de Periode van de Strijdende Staten tot de Republiek China.

De eerste kèpèngs werden rond 330 v. Chr. in het Koninkrijk Yan geslagen, Ze werden later onder de Qin-dynastie gestandaardiseerd met de Bàn Liǎng (半兩)-munten. Onder de Han-dynastie werden deze eerst vervangen door de Sān Zhū (三銖) in 119 v.Chr. en later door de Wǔ Zhū (五銖), in 118 v.Chr. Onder de Tang-dynastie werd onder de regering van Keizer Gāozǔ een nieuwe soort kèpèng geïntroduceerd die de standaard zou zetten voor de komende duizend jaar, dit was namelijk de Kāi Yuán Tōng Bǎo (開元通寶). Toen China werd veroverd door het Mongoolse rijk in 1279 verving de Mongoolse Yuan-dynastie de koperen kèpèng-munten door papiergeld dat eerst op metalen reserves was gebaseerd, maar onder Külüq Khan een fiatvaluta werd. Toen de Chinezen onafhankelijk van de Mongolen werden, hield papiergeld uit de Ming-dynastie hun voorkeur, maar onder keizer Yongle werden weer nieuwe kèpèng-munten voor export naar landen zoals Japan, het Koninkrijk Riukiu en het huidige Indonesië geslagen. Tijdens de late Qing-dynastie (het Mantsjoerijk) in de late negentiende eeuw en vroege twintigste eeuw werden machinaal geproduceerde kèpèngs met wisselend succes geïntroduceerd. Onder de Republiek China werden kèpèngs geheel afgeschaft.

## Rode kèpèngs
Toen de Mantjoe Qing-dynastie het huidige Xinjiang veroverde mocht de zuidelijke regio van Xinjiang, wat voorheen Dzoengarije was, met bijzondere "rode kèpèng-munten" betalen van een legering met verhoudingsgewijs meer koper dan de gewone Chinese kèpèngs. De Dzoengaarse pūl-munten hadden een kopergehalte van 99%. Deze kèpèngs waren gemiddeld tien keer zoveel waard als die van andere delen van China.

## Bijgeloof

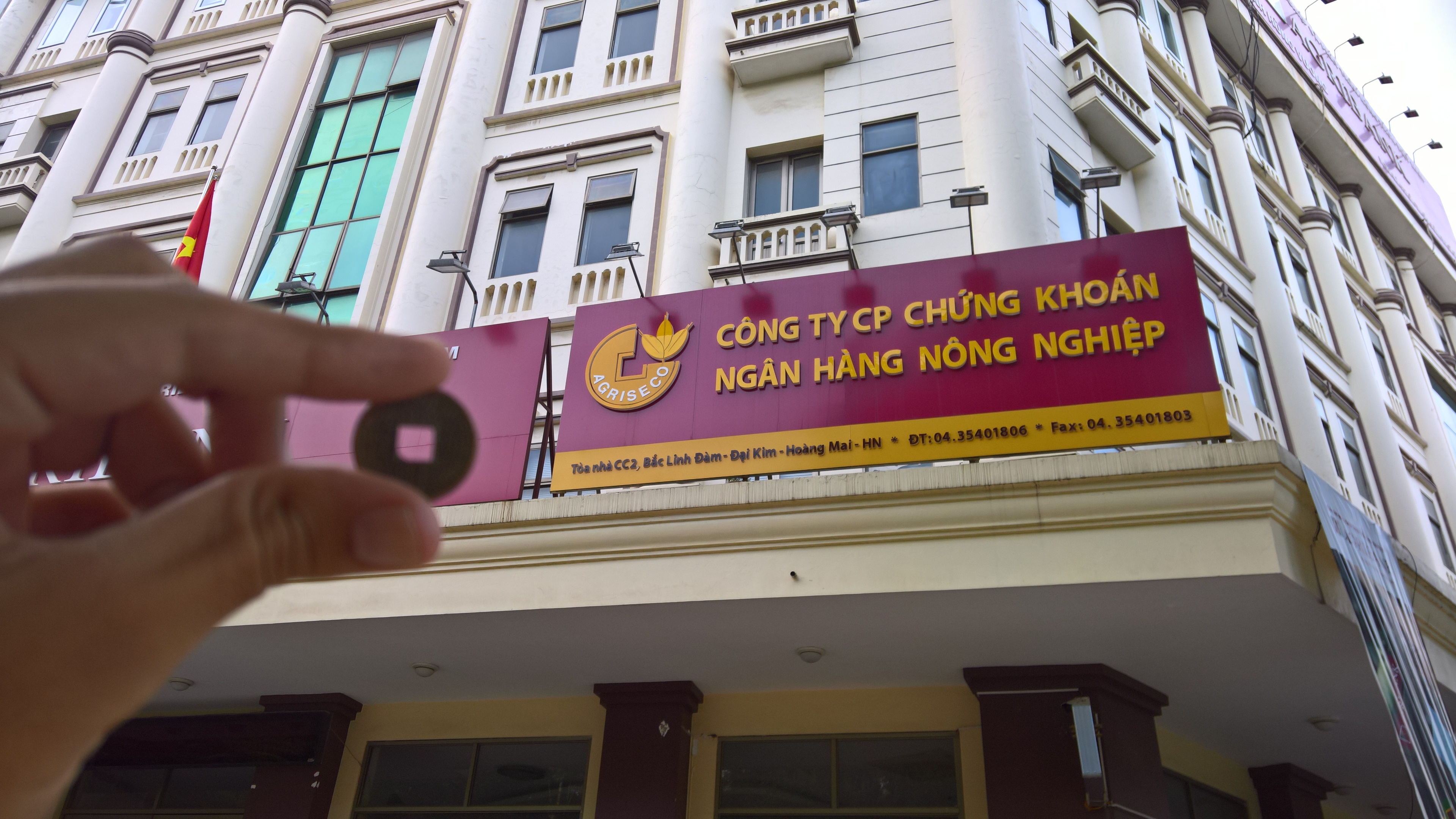
Kèpèngs worden in de moderne tijd vaak als logo op Aziatische financiële instellingen gebruikt, omdat deze geacht wordt financieel geluk te brengen

Veel mensen geloven dat kèpèng-munten niet alleen geluk brengen maar zelfs (pseudowetenschappelijke) geneeskrachtige aspecten hebben. Een Chinese techniek genaamd Guāshā laat een heler kèpèng-munten over het lijf van patiënten wrijven totdat ze "genezen" zijn. Verder hangen veel Chinezen kèpèngs boven de bedden van zieke kinderen en buiten hun winkelramen en -deuren als wens van voorspoed. Op Bali geloofde de bevolking dat mensvormige poppen gemaakt van kèpèng-munten samengebonden met katoendraden op het lichaam van een overledene geplaatst moest worden om bij hun hergeboorte te garanderen dat hun botten op de juiste plaats en volgorden zullen zijn.

## Rijgen van kèpèng-munten

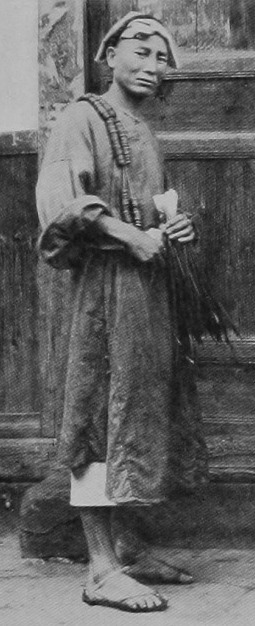
Een man met een rijg kèpèngs uit de Qing-dynastie (1900).

Het vierkante gat diende om de munten samen te binden in strengen van 1000 kèpèngs (maar regionale varianten van 500 munten bestonden ook), 1000 munten werden een chuàn (串) of diào (吊) genoemd en werden door handelaren per rijg geaccepteerd omdat het individueel tellen en wegen van de munten te veel tijd zou kosten. Omdat deze strengen vaak zonder nadere controle werden geaccepteerd bleven vaak beschadigde munten en munten van inferieure kwaliteit en koperlegeringen in omloop, waardoor het systeem gebaseerd op het gewicht van de munten langzaam werd vervangen door een systeem gebaseerd op de nominale waarde van de kèpèng-munten, gelijkwaardig aan een fiatmunteenheid. Omdat het rijgen en tellen van munten een tijdrovende taak was waren er mensen bekend als qiánpù (錢鋪) die de munten samen regen in strengen van 100, waarvan tien samen een chuàn vormden. De qiánpù namen vaak de kosten voor hun diensten van de strengen zelf, waardoor de meeste chuàn in circulatie strengen van 990 kèpèngs en niet 1000 waren. Maar omdat de qiánpù een over het algemeen geaccepteerd beroep was werden deze strengen nog steeds als nominale chuàns van 1000 munten gezien. De hoeveelheid munten van de strengen werd lokaal bepaald en in een district kan een streng 980 kèpèng-munten bevatten, terwijl in een andere district dit maar 965 munten konden zijn, gebaseerd op de hoeveelheid munten die de lokale qiánpù als zijn salaris zag. Tijdens de Qing-dynastie zochten de qiánpù vaak naar oudere en zeldzame munten om deze aan verzamelaars of handelaren te verkopen.

## Kèpèng als munteenheid
Naast de muntsoort kèpèng bestond er ook een munteenheid met deze naam (Chinees: 文), dit was de voornaamste munteenheid in het Chinees keizerrijk en in de late negentiende eeuw werd deze gedecimaliseerd als 1 Tael = 10 maes = 100 candarijnen = 1000 kèpèngs. Kèpèng als munteenheid was ook de voornaamste vorm voor keizerlijk Chinees papiergeld tussen de zevende en vijftiende eeuw beginnend als de "vliegende kèpèngs" van de Tang-dynastie totdat er hyperinflatie onder het Mongoolse rijk ervoor zorgde dat het vertrouwen in papiergeld verminderde. Onder de Qing-dynastie verschenen in 1853 weer bankbiljetten in kèpèngs, deze hadden waarden van 500, 1000 en 2000 kèpèngs. In 1856 werd het 5000 kèpèng-biljet geïntroduceerd en in 1857 werd dit opgevolgd door 10.000, 50.000 en 100.000 kèpèng-denominaties. Deze bankbiljetten werden voor het laatst in 1859 uitgegeven. Vanaf 1900 werden de eerste munten met het Engelse "cash" geslagen; de laatste munten met deze eenheid werden in 1927 door de Republiek China uitgegeven.